# 泽瓦洛斯斯蒂利亚诺宫
泽瓦洛斯斯蒂利亚诺宫（義大利語：Palazzo Zevallos Stigliano）是意大利那不勒斯市中心的一座巴洛克式宫殿，位于圣斐迪南区的托莱多街185号。自2014年起成为艺术博物馆，主要展出17世纪至20世纪初的艺术品，由意大利联合圣保罗银行赞助。该博物馆与同样为该银行所有的米兰的斯卡拉广场画廊以及维琴察的莱昂尼·蒙塔纳里博物馆有联系。
这座宫殿是由奥斯图尼公爵乔瓦尼·泽瓦洛斯委托，建于1637年－1639年，由科西莫·范扎戈设计。这座宫殿在1646年的马萨涅洛革命期间遭到破坏，于1653年卖给了当时那不勒斯最富有的人之一佛兰芒商人扬·范·登·艾恩德。  扬·范·登·艾恩德和他的儿子费迪南德在建筑师兼修道士博纳文图拉·普雷斯蒂的帮助下对宫殿进行了全面翻新。 
范·登·艾恩德拥有坎帕尼亚大区最大的艺术品收藏之一，在宫殿里收藏了大量的画作，出自贾钦托·布兰迪、鲁本斯、范戴克、西蒙·武埃等艺术家之手     。范·登·艾恩德的孙女是费迪南侯爵的女儿，嫁给了科隆纳，后者于1688年继承了这座宫殿。这座宫殿的大门上仍然挂着范登艾德和科隆纳的联合统一纹章。
19世纪末，这座宫殿由意大利商业银行收购，由建筑师路易吉·普拉塔尼亚重建。立面采用了现在的外观，并安装了一个巨大的大理石楼梯，周围环绕着19世纪壁画，包括卡马拉诺的《萨福的神化》（1832年）。庭院变成了一个令人惊叹的有盖公共大厅，由带有花卉图案的玻璃天花板拱顶。宫殿变成了公共博物馆和画廊。2001年更名为意大利联合圣保罗银行。
画廊中的作品包括： 

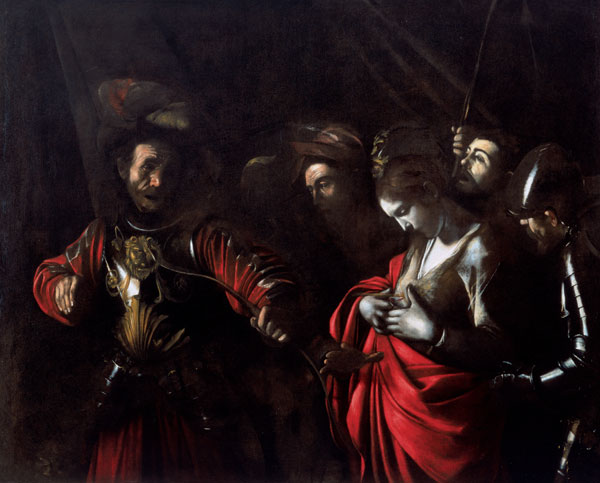
卡拉瓦乔：《圣乌苏拉殉道》

- 卡拉瓦乔的最后一部作品《圣乌苏拉殉道》
- 路易斯·芬森的《友弟德与何乐弗尼》，可能是卡拉瓦乔原作的复制品
- 卢卡·焦尔达诺的《绑架海伦》和《圣母无原罪》